# Union des Producteurs Phonographiques Français Indépendants
Die Union des Producteurs Phonographiques Français Indépendants (UPFI) ist eine Organisation, die die Interessen unabhängiger phonographischer Produzenten der französischen Musikindustrie vertritt. Gegründet wurde der Verband mit Sitz in Paris am 12. Juni 1986 und ist Mitglied der Independent Music Publishers and Labels Association. Zu den Aufgaben des Verbandes gehören die Rechtevertretung sowie die Vergabe von Musikauszeichnungen für Alben, Singles und Videoalben. Im Gegensatz zur Syndicat National de l’édition Phonographique (SNEP) und des Institut français d’opinion publique (IFOP) ist die Organisation kein Mitglied der International Federation of the Phonographic Industry (IFPI).

## Verleihungsgrenzen der Tonträgerauszeichnungen

### Alben
| Auszeichnung | bis 30. Juni 2009 | seit 1. Juli 2009 |
| ------------ | ----------------- | ----------------- |
| Silber       | 35.000            | —                 |
| Gold         | 75.000            | 50.000            |
| Platin       | 200.000           | 100.000           |
| 2× Platin    | 400.000           | 200.000           |
| 3× Platin    | 600.000           | 300.000           |
| Diamant      | 750.000           | 500.000           |

### Singles
| Auszeichnung | bis 30. Juni 2009 | bis 16. März 2013 | bis 31. Dezember 2015 | bis 31. März 2018 A | seit 1. April 2018 |
| ------------ | ----------------- | ----------------- | --------------------- | ------------------- | ------------------ |
| Silber       | 100.000           | —                 | —                     | —                   | —                  |
| Gold         | 200.000           | 150.000           | 75.000                | 66.666              | 100.000            |
| Platin       | 300.000           | 250.000           | 150.000               | 133.333             | 200.000            |
| Diamant      | 500.000           | 400.000           | 250.000               | 233.333             | 333.333            |

### Videoalben
| Auszeichnung | bis 30. Juni 2009 | seit 1. Juli 2009 |
| ------------ | ----------------- | ----------------- |
| Gold         | 10.000            | 7.500             |
| Platin       | 20.000            | 15.000            |
| 2× Platin    | 40.000            | 30.000            |
| 3× Platin    | 60.000            | 45.000            |
| Diamant      | 100.000           | 60.000            |